# Deperdussin Monocoque

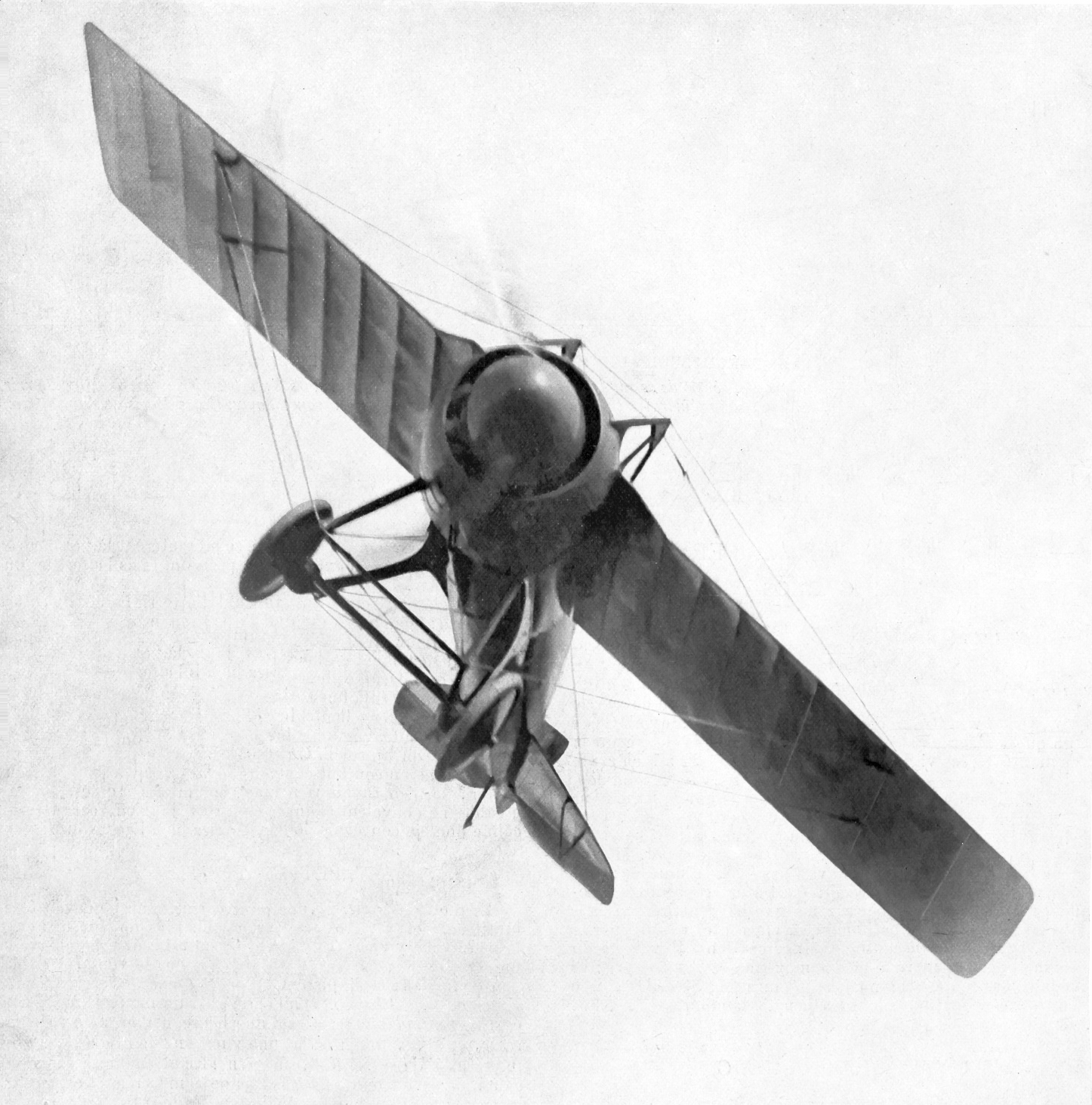
Deperdussin Monocoque in actie tijdens de Gordon Bennett Trophy race in september 1913, gevlogen door Maurice Prévost

De  Deperdussin Monocoque is een Frans eenmotorig middendekker racevliegtuig met een vast wielonderstel. Speciaal ontwikkeld en gebouwd door vliegtuigfabriek Aéroplanes Deperdussin voor deelname aan de 1913  Gordon Bennett Trophy race, waarin het de eerste plaats behaalde.

## Ontwerp en historie
De Deperdussin Monocoque is een racevliegtuig, welke in 1913 de Gordon Bennett Trophy race won. De door Louis Béchereau ontworpen Monocoque heeft een gestroomlijnde van gelaagd hout geconstrueerde romp, een zogenaamde monocoque-schaalconstructie (vandaar de naam). Ook de vleugels waren geconstrueerd van hout. De tweebladige Chauvière-propeller was uitgerust met een grote aerodynamische spinner. 
Het toestel werd voortgedreven door een  Gnome Lambda rotatiemotor van 120 kW (160 pk) met veertien cilinders, opgesteld in een dubbele ster (achter elkaar) van zeven cilinders. 
De Fransman Maurice Prévost won de 1913 Gordon Bennett Trophy race over 200 km in een tijd van 59 minuten en 45,6 seconden. Een gemiddelde snelheid van 200,80 km/u. De Monocoque zette tevens een nieuw wereldsnelheidsrecord voor vliegtuigen neer van 210 km/u. In 2013 werd tevens de eerste plaatst behaald in de competitie Coupe Deutsch de la Meurthe met als piloot Eugène W. Gilbert.

## Museumvliegtuig
Een Deperdussin Monocoque staat tentoongesteld in het Musée de l'air et de l'espace in Le Bourget, Frankrijk.